# Con Martin
Cornelius Joseph Martin, detto Con (Rush, 20 marzo 1923 – 24 febbraio 2013), è stato un calciatore irlandese, che ha giocato in tutti i ruoli.
Anche suo figlio Mick è stato un calciatore.

## Palmarès

### Club

#### Competizioni nazionali
- League of Ireland Shield: 1

Waterford: 1958-1959